# Black Knight
 Black Knight és una pel·lícula còmica estatunidenca de Gil Junger dirigida el 2001 i protagonitzada per Martin Lawrence. L'experiència del director fins aquell moment era principalment de sitcoms de televisió. A més a més a Lawrence, Black knight compta amb Marsha Thomason, Tom Wilkinson, Vincent Regan, i Kevin Conway.
La pel·lícula es va estrenar el novembre de 2001 i va aconseguir en total 39.976.235 dòlars a tot el món. La pel·lícula va ser rodada en diverses localitzacions a Carolina del Nord. Els dos llocs principals van ser Wilmington i Carolina Beach.

## Argument
Jamal Walker és un obrer de manteniment molt mandrós i dropo que treballa al parc temàtic anomenat Medieval World, enfonsat per la forta competència d'un altre parc temàtic, el Castle World. La vida de Jamal té un canvi dràstic quan es troba un medalló d'or en el fossat del parc. En un intent per recuperar-lo cau a l'aigua i es troba en el passat, a l'Anglaterra del 1328. Gràcies al seu estil de vida modern i innovador, cau en gràcia al Rei Leo, que el considera un missatger de la Normandia. Aviat s'adona de la crueltat del tirà i d'estar fora de lloc. Es veurà embolicat amb la bella serventa Victoria en els diversos intents per destronar el rei per part dels rebels, cansats dels abusos del sobirà.

## Repartiment
- Martin Lawrence: Jamal Walker/Skywalker
- Marsha Thomason: Victoria the Chambermaid/Nicole
- Tom Wilkinson: Sir Knolte of Marlborough
- Vincent Regan: Percival
- Daryl Mitchell: Steve
- Michael Countryman: Phillip
- Kevin Conway: King Leo
- Jeannette Weegar: Princesa Regina
- Erik Jensen: Derek
- Dikran Tulaine: Dennis
- Helen Carey: La reina
- Michael Burgess: Ernie
- Isabell O'Connor: Mrs. Bostick
- Kevin Stillwell: Cavaller 1
- Mikey Post: Young Man (com Michael Post)

## Rebuda de la crítica
La pel·lícula va tenir ressenyes principalment negatives, rebent un 14% a Rotten Tomatoes, on el "consens crític" definia "Black Knight com una pel·lícula feta de forma gandula, plena d'acudits coixos de Lawrence."